# A. J. Quinnell
A. J. Quinnell (născut Philip Nicholson la 25 iunie 1940, Nuneaton, Warwickshire, Marea Britanie – d. 10 iulie 2005, Gozo, Malta) a fost un scriitor britanic de thriller și mister.

## Legături externe
- A. J. Quinnell la Internet Movie Database
- A.J. Quinnell Fan Site
- My visit to Gozo and A. J. Quinnell
- Obituary from Times of Malta
- "A.J. Quinnell." at Shueisha (archive) ja